# Emirato dell'Afghanistan (1929)
L'Emirato dell'Afghanistan del 1929 fu la denominazione dello Stato creato da Habibullāh Kalakāni in Afghanistan nel 1928 e terminato con la sua detronizzazione nel 1929.
Fu governato dal gruppo armato dei saqqawisti, e il loro capo Habibullāh Kalakāni fu de facto l'unico capo di stato dal 18 gennaio 1929, quando venne ufficialmente istituito l'emirato in base alle conquiste fatte dai rivoluzionari nell'autunno dell'anno precedente. Dopo la caduta di Kalakani, il 13 ottobre 1929, l'emirato terminò con lui.
Questo periodo della storia dell'Afghanistan è noto come periodo saqqawista.

## Storia
In precedenza era già esistito un emirato dell'Afghanistan, con cui questo non aveva alcuna relazione. L'emirato dell'Afghanistan del 1929 venne fondato in corrispondenza con la rivolta dei basmachi, un gruppo etnico che si opponeva violentemente alle riforme volte ad occidentalizzare e modernizzare l'Afghanistan, volute dal sovrano in carica.
L'emirato, governato dai saqqawisti, non fu in grado di ottenere alcun riconoscimento diplomatico dell'Afghanistan da parte degli stati stranieri. I saqqawisti si allearono con il movimento dei basmachi, il che permise loro di operare liberamente anche nell'Afghanistan settentrionale, revocando "di fatto" il "patto di neutralità e non aggressione" che il precedente regno dell'Afghanistan aveva sottoscritto con l'Unione Sovietica dopo la fine della guerra di Urtatagai.

## Esercito
I saqqawisti mantennero un esercito di circa 20.000 unità durante il loro periodo di governo, come stimato da Fayz Muhammad il 14 aprile 1929.

## Economia
Per un primo periodo Kalakani poté fare affidamento sulle casse del tesoro reale per sostenere il proprio esercito, senza imporre tasse al popolo afghano. Quando il tesoro reale si esaurì, Kalakani fu costretto a ripristinare delle tasse, ma ottenne il denaro perlopiù sequestrando parte delle ricchezze alle classi più ricche del paese, in particolare ai mercanti tagichi.